# Fitzroy Crossing
Fitzroy Crossing is een plaats in de regio Kimberley in West-Australië. Het ligt langs de rivier Fitzroy, 2.524 kilometer ten noordoosten van Perth, 400 kilometer ten oosten van Broome en 300 kilometer ten westen van Halls Creek. In 2021 telde Fitzroy Crossing 1.181 inwoners tegenover 928 in 2006. Ongeveer 60% van de bevolking in Fitzroy Crossing bestaat uit mensen die van afkomst Aborigines zijn.

## Geschiedenis

### Voor-Europese geschiedenis
De vallei van de Fitzroy is de thuis van een 40-tal aboriginesgemeenschappen uit 5 aboriginestaalgroepen: Bunuba, Gooniyandi, Nyikina, Wangkatjunka en Walmajarri. De Bunuba leven ten noorden van de rivier Fitzroy. Hun gebied reikt tot aan het Oscar-, het Napier- en het Wunaamin-Miliwundi-gebergte. De Bunuba zijn de "rivier en heuvelmensen".
Ten zuiden van de rivier Fitzroy leven de Gooniyandi. Hun gebied reikt van ten oosten van Fitzroy Crossing tot de overzijde van de rivier Margaret. De Nyikina zijn de "mensen van de rivier en de vlakten" en leven ten westen van de Bunuba. Ten zuiden daarvan, in de Grote Zandwoestijn, leven de Wangkatjunka en Walmajarri.

### Vanaf de Europese kolonisatie
De rivier Fitzroy werd in 1838 door kapitein Stokes ontdekt en naar Robert FitzRoy vernoemd. Fitzroy was kapitein van de HMS Beagle toen Charles Darwin zijn reis rond de wereld maakte. De bovenloop van de rivier zou pas in 1879 door Alexander Forrest verkend worden. Forrest maakte melding van voor extensieve veeteelt geschikte weidegronden in de streek. Op 20 kilometer van het huidige Fitzroy Crossing richtte Solomon Emanuel Gogo Station op.
In 1885 vond een expeditie onder leiding van Charles Hall nabij Halls Creek goud. Het jaar daarop arriveerde er vee uit de oostelijke kolonies en werd Fossil Downs Station opgericht. De hoop op een rijke goudopbrengst bleek ongegrond maar in 1889 werd de telegraaflijn tussen Perth en Roebourne desalniettemin tot Derby verlengd. Langs de telegraaflijn werden waterbronnen aangelegd. De meeste reizigers maakten echter gebruik van de Goldfields Road tussen Derby en Halls Creek omdat die weg over betere waterbronnen beschikte. In 1895 werd een politiekantoor gevestigd waar de telegraaflijn de rivier Fitzroy kruiste. Politieagent Pilmer ging van daaruit de strijd aan met de Aborigines, geleid door Jandamarra, die zich tegen de kolonisatie verzetten. Charles Blythe kreeg in 1897 een vergunning om er een herberg te beginnen.
Het oude, door overstromingen en termieten aangetaste politiekantoor, werd in 1906 vervangen. Het jaar erop werd er een postkantoor gebouwd. Vanaf de jaren 1920 reden er automobielen in de streek. De rivier Fitzroy kon slechts in het droge seizoen worden overgestoken. In 1934 werd beslist een brug nabij Fitzroy Crossing te bouwen en in september 1935 werd met de bouw aangevangen. Ondanks verbeteringen aan de brug door de jaren heen bleef de weg in het regenseizoen soms wekenlang onbruikbaar. In 1967 bediende het postkantoor een 110-tal inwoners. De bevolking veranderde langzamerhand van aard, onder meer doordat de aboriginesknechten op de veestations loonarbeiders werden en niet meer voor kost en inwoon werkten.
Begin jaren 1970 werd beslist een nieuwe hogere brug te bouwen en de dorpssite te centraliseren en te verplaatsen. In 1974 werd begonnen met de bouw van de nieuwe brug, een nieuw hospitaal en de verhuis van het dorp. Fitzroy Crossing werd officieel gesticht in 1975. Het nieuwe politiekantoor en een gerechtszaal openden in 1978. In 1985 werd het nieuwe postkantoor gebouwd. Het oude postkantoor werd een backpackers. De laatste onverharde sectie van de weg tussen Derby en Halls Creek, die ondertussen deel uitmaakte van de Great Northern Highway, werd in 1986 verhard.

## 21e eeuw
Fitzroy Crossing heeft een school, een bibliotheek, een zwembad en andere sportfaciliteiten.
In 2008, nadat op dertien maanden tijd hadden dertien mensen met een alcoholprobleem zelfmoord pleegden, werd het dorp op vraag van een aantal lokale vrouwen een alcoholverbod opgelegd. Over de strijd voor het alcoholverbod is een documentairefilm gemaakt. Het zwembad is 's nachts open om de jongeren van de straat en van alcohol weg te houden.

## Toerisme
Fitzroy Crossing is de uitvalsbasis voor de nationale parken die de 350 miljoen jaar oude rifsystemen uit het Devoon beschermen. In het Fitzroy Crossing Visitor zijn twee galerijen met aborigineskunst ondergebracht en kan men onder meer informatie verkrijgen over onderstaande toeristische bezienswaardigheden:
- In het nationaal park Geikie Gorge liggen vier wandelpaden: Jarrambayah Walk (4,4 km), Balili Rarrgi Walk (1,6 km), Bun.gu Trail (1,2 km) en Larrgari Trail (1,75 km).
- Nationaal park Tunnel Creek herbergt West-Australiës oudste grottensysteem. Men kan er met een zaklantaarn door wandelen.
- In het nationaal park Windjana Gorge kan men een cruise maken op de rivier Lennard tussen honderd meter hoge kloofwanden.
- In het oude dorp is Blythe's herberg, The Crossing Inn, nog steeds open. Ook de ruïne van de oude brug is er nog zichtbaar.
- De Mimbi Caves herbergen aboriginesrotskunst. Er is een camping en de grotten kunnen bezocht worden met een Gooniyandi Aborigines als gids.
- De Pigeon Heritage Trail is een autoroute langs plaatsen die iets te betekenen hadden tijdens de aboriginesopstand onder Jandamarra, bijgenaamd "The Pigeon".

## Transport
Fitzroy Crossing ligt langs de Great Northern Highway.
De Fitzroy Crossing Airport (IATA: FIZ, ICAO: YFTZ) ligt enkele kilometers buiten het dorp.

## Klimaat
Fitz Crossing kent een tropisch savanneklimaat.
| Maand                                  | jan   | feb   | mrt   | apr  | mei  | jun  | jul  | aug  | sep  | okt  | nov  | dec   | Jaar  |
| -------------------------------------- | ----- | ----- | ----- | ---- | ---- | ---- | ---- | ---- | ---- | ---- | ---- | ----- | ----- |
| Gemiddeld maximum (°C)                 | 37,6  | 36,9  | 37,1  | 36,9 | 33,4 | 30,5 | 31,0 | 33,3 | 37,4 | 40,2 | 40,9 | 39,2  | 36,2  |
| Gemiddeld minimum (°C)                 | 25,2  | 24,7  | 24,0  | 20,8 | 16,1 | 13,0 | 12,3 | 13,5 | 18,5 | 23,1 | 25,6 | 25,7  | 20,2  |
|                                        |       |       |       |      |      |      |      |      |      |      |      |       |       |
| Neerslag (mm)                          | 176,4 | 145,2 | 108,4 | 26,9 | 14,0 | 7,0  | 5,7  | 2,9  | 0,5  | 15,6 | 31,1 | 137,7 | 671,4 |
| Regendagen (dag)                       | 12,0  | 9,5   | 8,3   | 1,8  | 1,1  | 0,5  | 0,4  | 0,3  | 0,2  | 2,1  | 3,7  | 8,7   | 48,6  |
| Relatieve luchtvochtigheid (%)         | 41    | 45    | 39    | 24   | 21   | 23   | 20   | 15   | 14   | 15   | 19   | 33    | 25,7  |
| Bron: Australian Bureau of Meteorology |       |       |       |      |      |      |      |      |      |      |      |       |       |

## Galerij

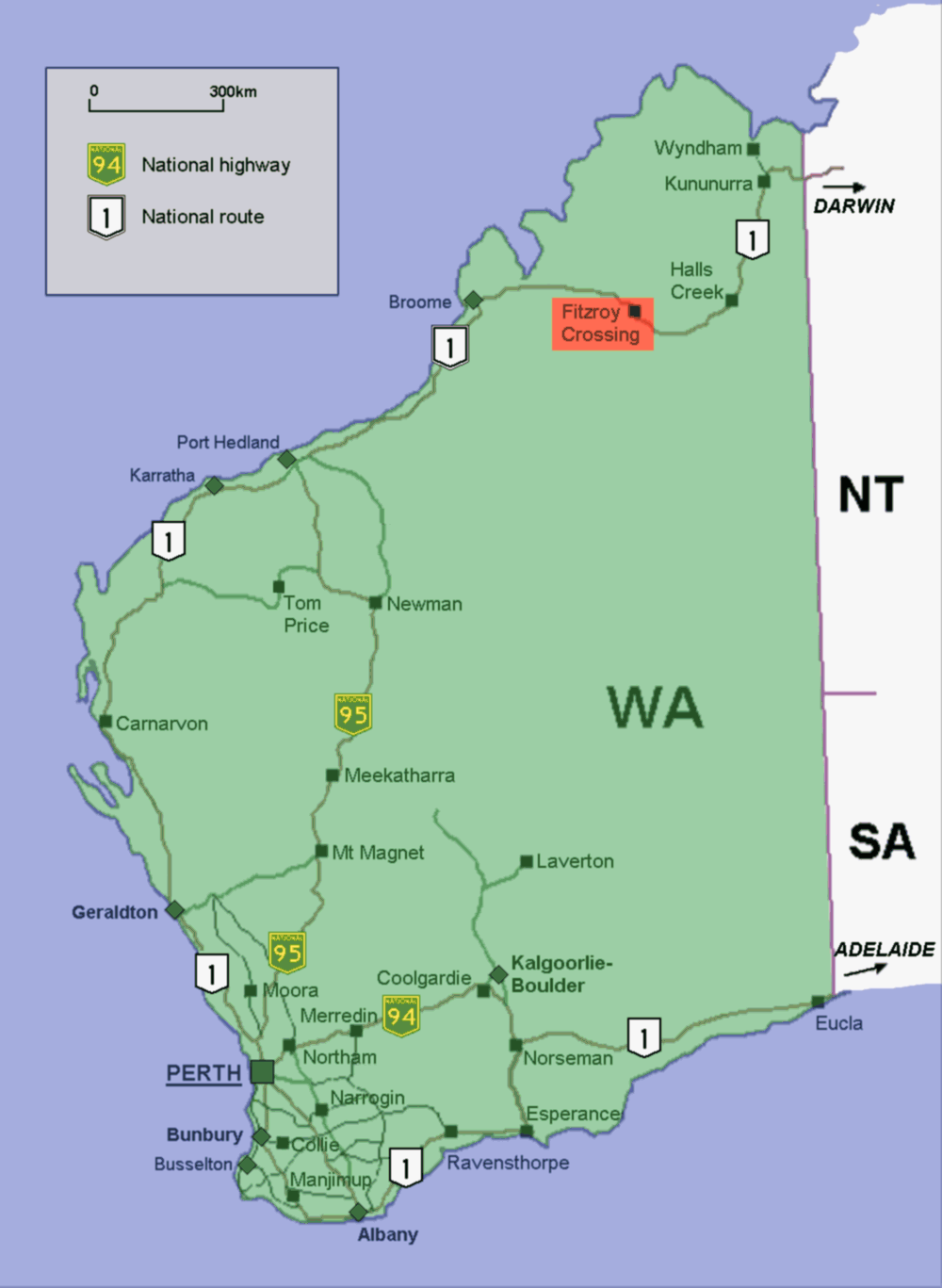
kaart van West-Australië
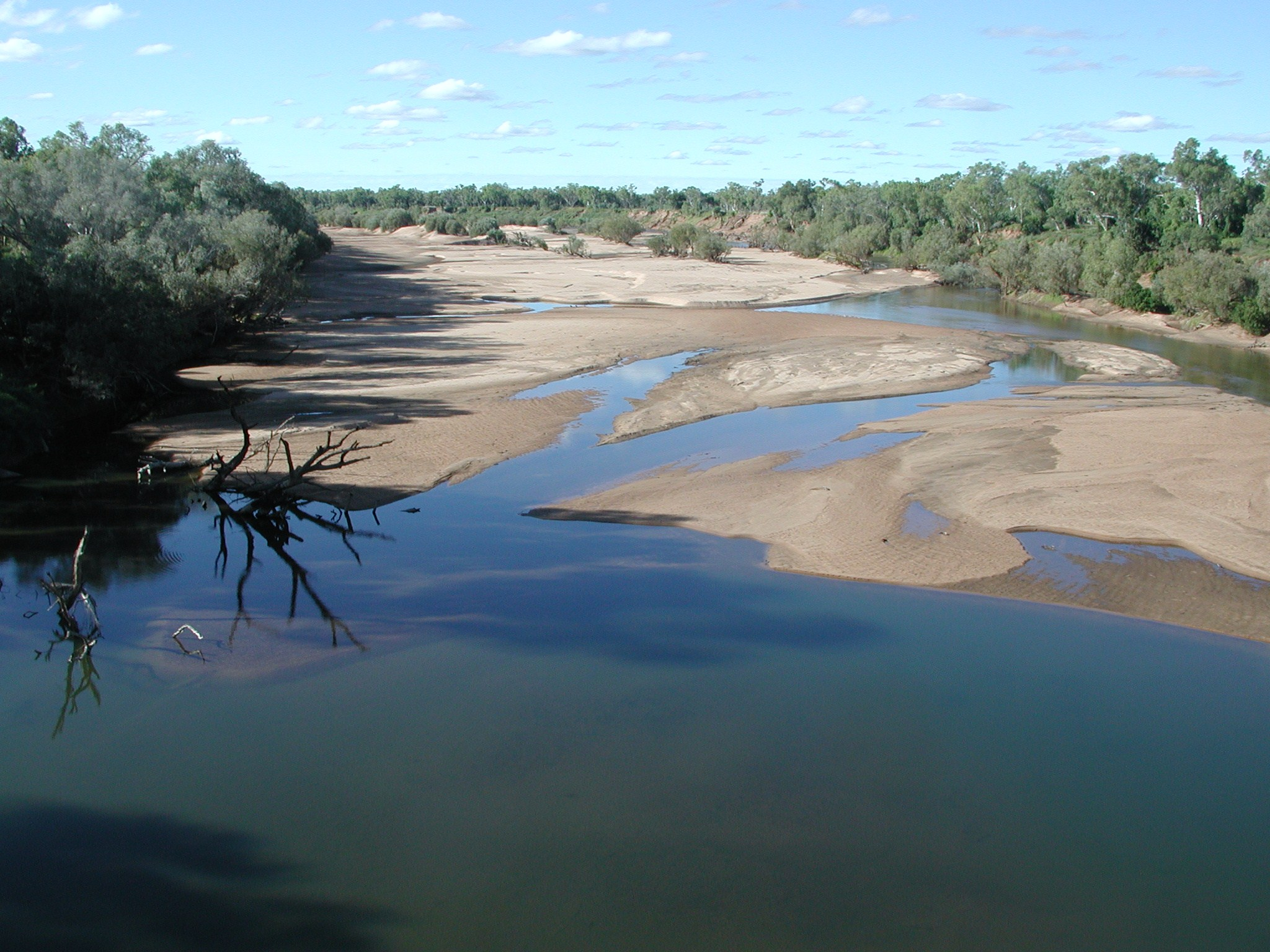
Fitzroy River vanaf de brug van Fitzroy Crossing
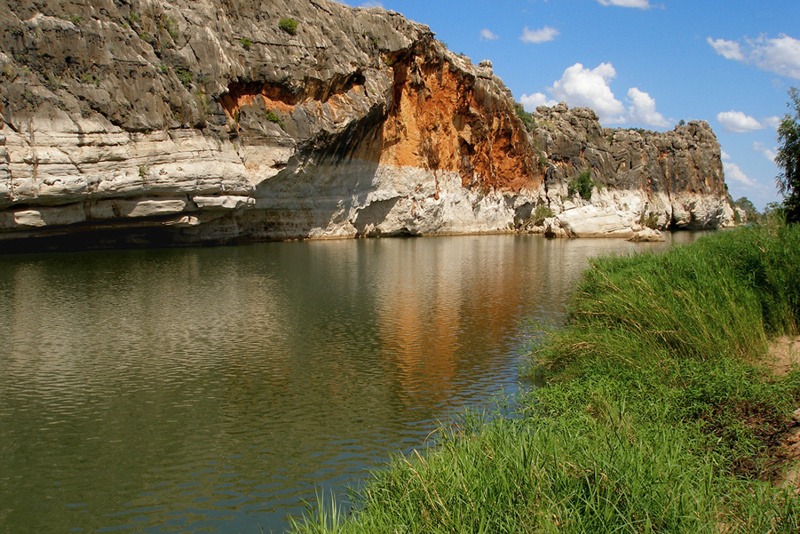
nationaal park Geikie Gorge
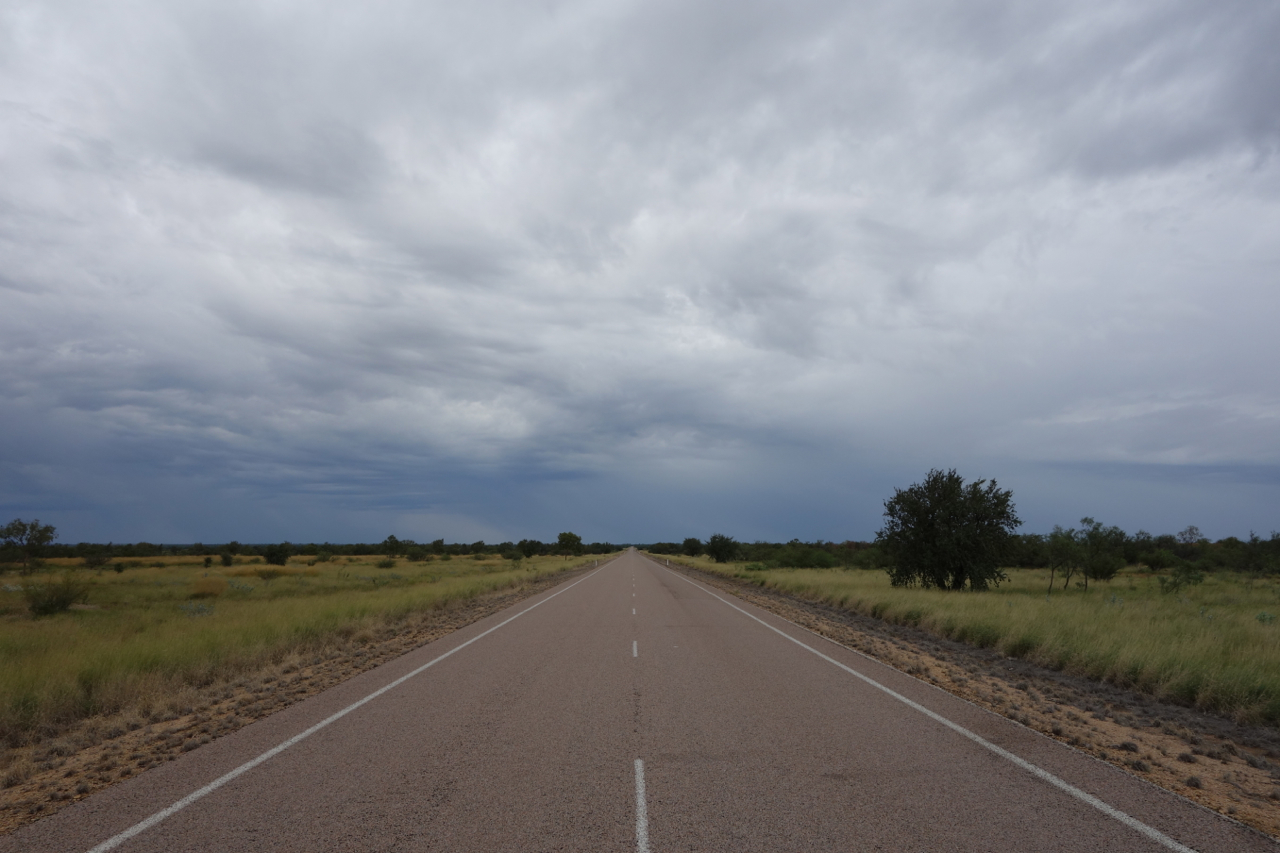
Great Northern Highway ten zuidoosten van Fitzroy Crossing
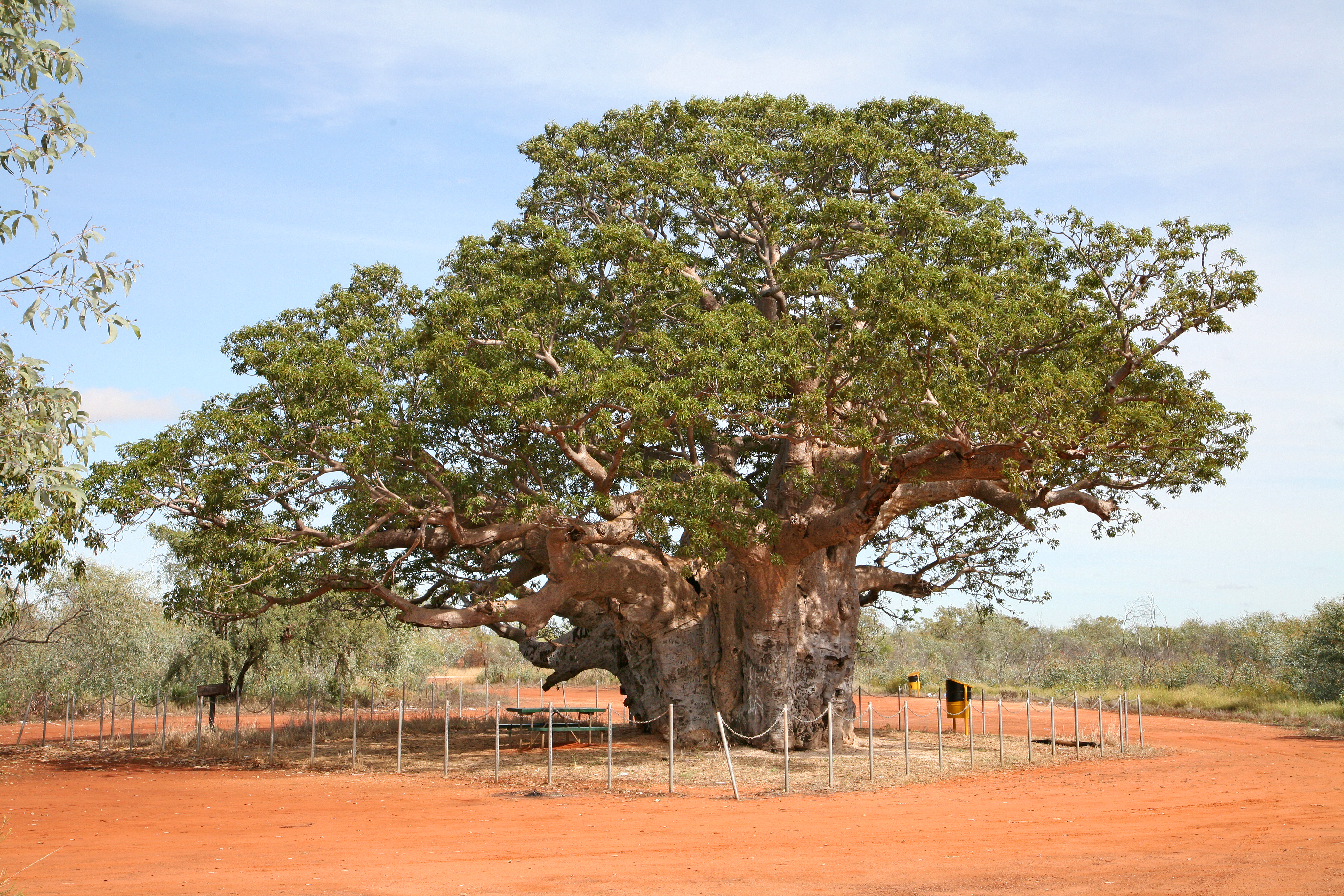
grote boab tussen Fitzroy Crossing en Derby
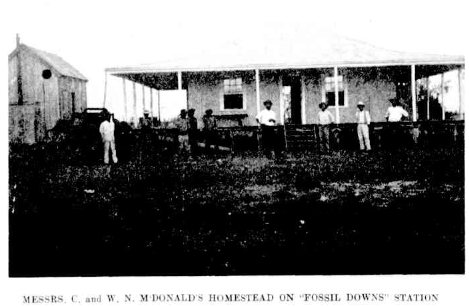
Fossil Downs Station in 1902

Ardyaloon · Balgo · Beagle Bay · Broome · Camballin · Cockatoo Island · Derby · Fitzroy Crossing · Halls Creek · Kadjina · Kalumburu · Koolan Island · Kununurra · Looma · Oombulgurri · Warmun · Wyndham · Yungngora